# Sergio Luis Henao
Sergio Luis Henao Montoya (Rionegro, Antioquia, 10 de diciembre de 1987) es un ciclista profesional colombiano. Desde 2024 corre para el equipo colombiano NU Colombia de categoría Continental.
Es un destacado ciclista escalador y gregario que inició su carrera en el equipo profesional del Colombia es Pasión y luego estuvo durante dos temporadas en el equipo Gobernación de Antioquia-Indeportes Antioquia (uno de ellos como amateur), para luego pasar al Team Sky.
Es primo del también ciclista profesional Sebastián Henao.

## Biografía

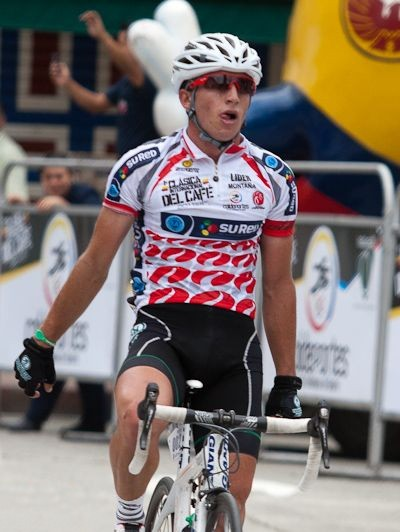
Henao gana la 2.ª etapa de la Clásica Internacional del Café.

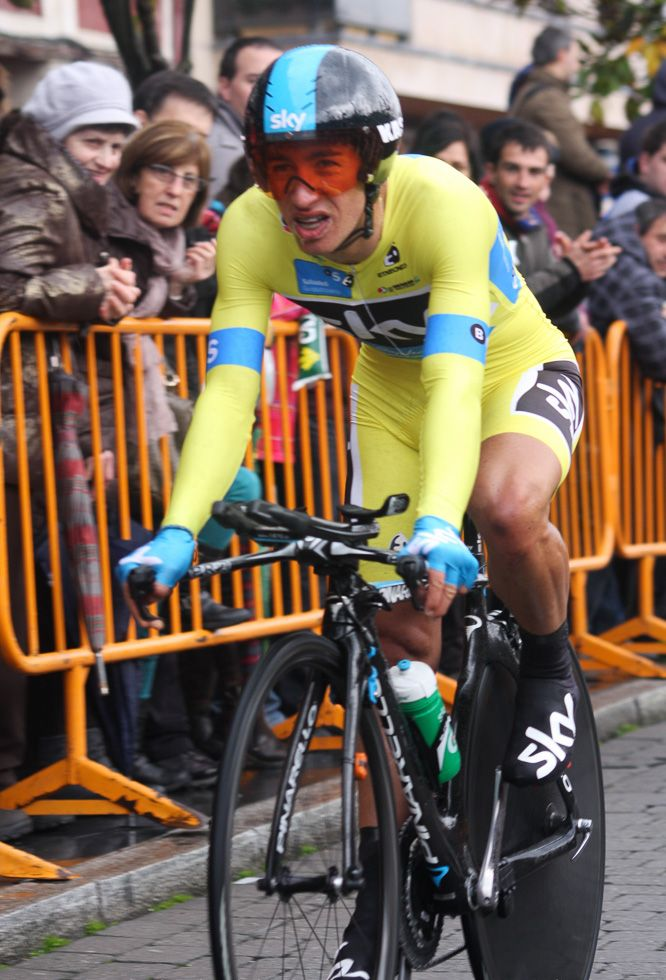
De amarillo en la última etapa de la Vuelta al País Vasco.

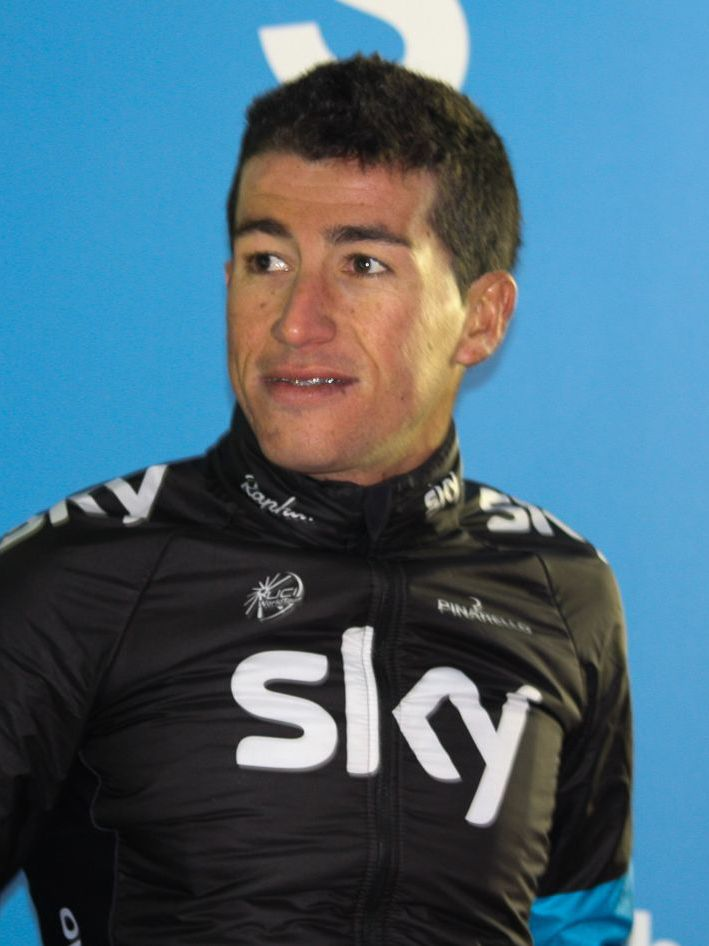
Sergio Henao con el maillot del Team Sky.

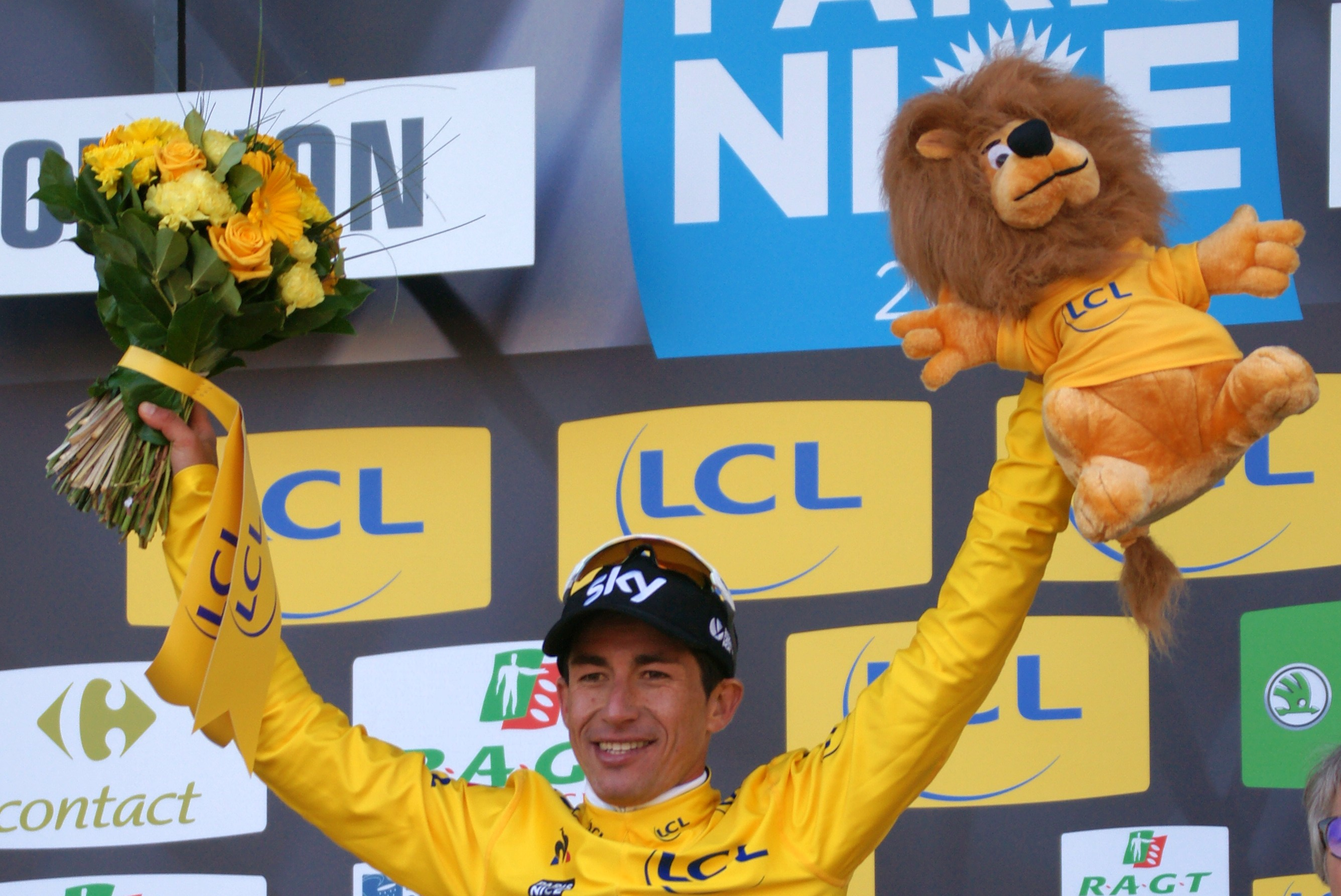
Sergio Henao campeón de la París-Niza 2017.

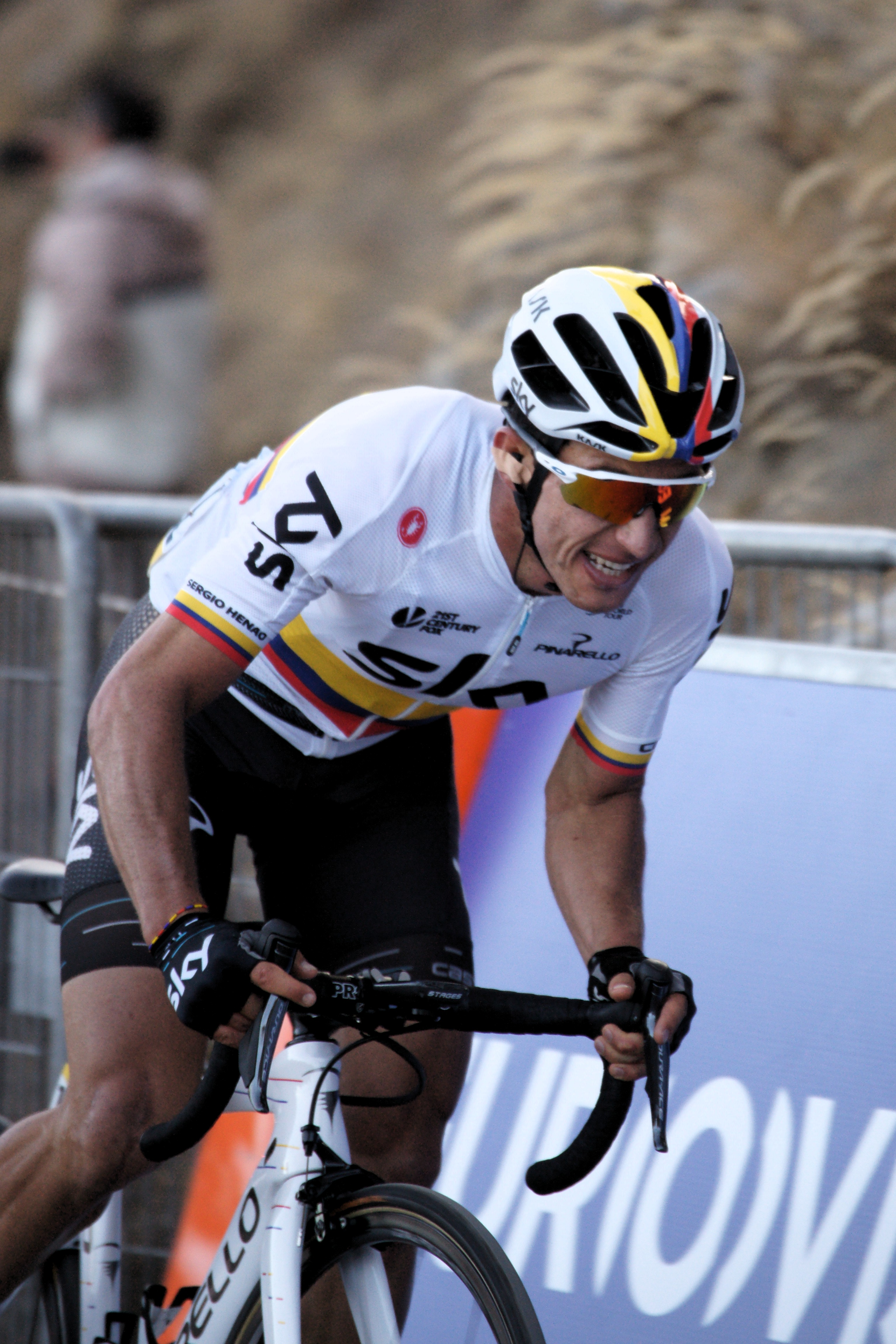
Henao, en la París-Niza 2017

De origen humilde, es el mayor de 5 hermanos y comenzó a practicar el ciclismo a los 16 años a influencias de su padre, quien también había sido ciclista.
En 2006, y con 18 años de edad, comenzó a destacarse en Colombia ganando su primera carrera por etapas de importancia, la Clásica Norte de Santander, corriendo por el Orgullo Paisa. Además tuvo otras destacadas posiciones como 3.º en la Vuelta a Antioquia y 5.º en el Clásico RCN.

### Profesional en el Colombia es Pasión
En 2007, Henao pasó a profesional de la mano del equipo Colombia es Pasión. Esa temporada repitió la posición en la Vuelta a Antioquia (3.º) y fue 2.º en la Clásica Norte de Santander. En octubre logró su primer triunfo internacional al ganar el Clásico Ciclístico Banfoandes en Venezuela. Al año siguiente fue 2.º en la Vuelta al Valle y ganó la Vuelta de la Juventud de Colombia (además de dos etapas y la clasificación de la montaña) derrotando a su compañero Fabio Duarte y a Cayetano Sarmiento, segundo y tercero respectivamente.
2009 fue un excelente año para Henao ya que con el equipo Colombia es Pasión realizó una gira por Europa y en dos semanas consecutivas se coronó campeón del Gran Premio de Portugal y del Cinturón a Mallorca. En junio, defendiendo a la selección colombiana, ganó una etapa de la Coupe des Nations Ville Saguenay, carrera en la que finalizó tercero. Luego partió a Francia donde corrió el Tour de Poitou-Charentes y el Tour del Porvenir. En septiembre corrió el Campeonato del Mundo en Ruta sub-23 de ese año en Mendrisio (Suiza) finalizando en la posición 32.ª.

### Retorno al Orgullo Paisa y Vuelta a Colombia
En 2010 cambió de equipo y volvió al programa Orgullo Paisa (denominado Indeportes Antioquia-Aguardiente Antioqueño) debido a que con este equipo también podía disputar las carreras más importantes de Colombia aunque renunciaría a correr carreras profesionales fuera de su país. Allí coincidió con Óscar Sevilla cuando este llegó al equipo ya iniciada la temporada. En julio fue segundo en la Vuelta a Antioquia, ganando el prólogo y otra etapa. En agosto y con 22 años fue el ganador de la Vuelta a Colombia, además de ganar dos etapas, siendo uno de los más jóvenes en ganar esta carrera. Cerró el año con la segunda posición en el Clásico RCN.

### Profesional con el Antioquia
En 2011 el Orgullo Paisa se registró en la UCI en la categoría Continental (3.ª división) con el nombre Gobernación de Antioquia-Indeportes Antioquia y así Henao volvió al ciclismo profesional. En marzo, su agente dijo que probablemente fuera fichado por el equipo ProTeam británico Sky en el año 2012, acompañando a su compatriota Rigoberto Urán. En mayo fue nuevamente segundo en la Vuelta a Antioquia, ganando la 2.ª etapa entre Caucasia y Yarumal. En junio se corrió la Vuelta a Colombia donde Henao llegó como favorito para retener el título. Se colocó como líder a falta de 4 etapas para el final, pero en la última, una cronoescalada de Medellín a Santa Helena perdió la carrera a manos de Félix Cárdenas finalizando en la cuarta posición.
En agosto, el equipo Gobernación de Antioquia participó de dos carreras en Estados Unidos, el Tour de Utah y el USA Pro Cycling Challenge. Henao compitió contra ciclistas reconocidos como Levi Leipheimer, Christian Vandevelde o Tejay van Garderen y en la primera de ellas, ganó el prólogo y se mantuvo como líder hasta la contrarreloj de la 3.ª etapa. Luego de la crono cayó al 4.º lugar de la clasificación, que quedó encabezada por Leipheimer, pero al día siguiente logró descontar unos segundos y ascendió al 2.º lugar a 23 s del estadounidense. En la última fracción, la etapa reina con final en la estación de esquí de Alta, Henao atacó y sólo Leipheimer respondió. Aunque no logró desprender a Leipheimer, ganó su segunda etapa y confirmó la segunda posición en la clasificación general. Mientras tanto, a la vez que corría el Tour de Utah, se confirmó su fichaje por el Sky, con un contrato por 2 años a partir de 2012. En el USA Pro Cycling Challenge finalizó 19.º y no repitió la actuación del Tour de Utah, aunque hizo podio (2.º), en la primera etapa.
Gracias a la actuación en Estados Unidos (y los 134 puntos que obtuvo en esas carreras), terminó la temporada en el 3.er lugar del UCI America Tour.

### Sky: Destacada primera temporada
Las expectativas que había sobre su participación en Europa, rápidamente se vieron reflejadas. Comenzó con buen pie en el Trofeo Deyá finalizando 3.º. El primer gran objetivo de Henao era el Giro de Italia y para su preparación participó de la Vuelta al País Vasco donde finalizó 13.º. Logró una destacada 3.ª posición en la 4.ª etapa con final en Ibardin, siendo superado solo por Joaquim Rodríguez y Samuel Sánchez. En abril corrió las clásicas de las Ardenas, finalizando 21.º en la Amstel Gold Race, 14.º en la Flecha Valona y 29.º en la Lieja-Bastoña-Lieja.
En el Giro, junto con su compatriota Urán, fueron los mejores del Sky. Desde la 7.ª etapa estuvo siempre ubicado entre los 20 primeros de la general, llegando a ser 8.º y líder de los jóvenes tras una cuarta posición en Pian dei Resinelli. Finalmente culminó 9.º y perdió el maillot de los jóvenes a manos de su compañero Urán.
No fue seleccionado por el equipo para el Tour de Francia, pero sí para el Tour de Polonia. Hizo 2.º en la última etapa y con esa posición finalizó tercero en la general por detrás de Moreno Moser y Michał Kwiatkowski. Dos semanas después, formó parte de la selección colombiana en los juegos olímpicos de Londres junto a Rigoberto Urán y Fabio Duarte e integró la fuga definitiva de la carrera finalizando 16.º.
La Vuelta a Burgos fue su siguiente carrera. Segundo en 3 etapas (1.ª, 2.ª y 5.ª), no pudo arrebatarle el triunfo a Dani Moreno en la última etapa en el ascenso a Lagunas de Neila y se debió conformar con la segunda posición en la general.
A la Vuelta a España el Sky llevó como jefe de filas a Chris Froome. Henao fue uno de los encargados de ayudar al británico en la montaña y no destacó en las llegadas en alto, excepto en la etapa a Fuente Dé, donde llegó 3.º junto con Alejandro Valverde y a 6 s de quién ganó, Alberto Contador.
Finalizó la temporada logrando la 9.ª posición en el campeonato del mundo de Valkenburg y 5.º en el Giro de Lombardía.

### 2013: Primeras victorias con el Sky
A pesar de estar cerca de la victoria varias veces durante 2012, ésta le fue esquiva. De la misma forma comenzó 2013, cuando en febrero, disputando el Trofeo Serra de Tramuntana integró la escapada final junto a Alejandro Valverde, Robert Gesink y Rui Costa. Pero debió conformarse con el 2.º lugar al ser superado por el murciano Valverde. Esa primera victoria llegó pocos días después, el 16 de febrero en la Vuelta al Algarve en Portugal. La tercera etapa finalizó en el Alto do Malhão, un puerto corto de 2,5 km y 10 % de pendiente. Henao atacó ni bien comenzó el ascenso abriendo hueco junto a Rui Costa y llegó a la meta 3 s por delante del portugués. Con ese triunfo quedó como líder, pero al día siguiente perdió la chance de ganar la carrera en la contrarreloj de la última etapa y finalizó 12.º.
En abril hizo parte del equipo en la Vuelta al País Vasco. Ganó la tercera etapa en La Lejana y se colocó como líder de la carrera. En la cuarta y quinta etapa hizo podio (2.º y 3.º) manteniendo el maillot amarillo hasta la contrarreloj final pero como en la Vuelta al Algarve no pudo hacer más que séptimo en la etapa y perdió la carrera a manos de su compatriota Nairo Quintana (Movistar). Igualmente hizo podio al finalizar tercero ya que también lo superó su compañero de equipo Richie Porte.
Luego llegaron las clásicas de las Ardenas donde mejoró sustancialmente lo hecho el año anterior. Fue 6.º en la Amstel Gold Race y 2.º en la Flecha Valona.

### 2016
Después de un año 2015 lesionado producto de un accidente cuando reconocía el tramo de la contrarreloj en la Vuelta a Suiza. Sergio inició 2016 bastante motivado en competencia, en enero corrió en Australia en el Tour Down Under donde fue tercero y ganador del maillot de la montaña. En febrero exhibió su explosivo golpe de pedal siendo segundo en el Campeonato de Colombia en Ruta realizado en Tunja. Posteriormente, participó en la París-Niza 2016, donde fue fundamental para el triunfo en la clasificación general por parte de su compañero de equipo Geraint Thomas. Más tarde, tomó partida en la Vuelta al país Vasco, donde nuevamente se vistió de líder en la penúltima etapa, aunque terminó segundo en la clasificación general, a 12 segundos de Alberto Contador. También compitió en el Gran Premio Miguel Induráin, donde quedó segundo, detrás de Ion Izagirre. Finalizando el mes de abril, fue apartado de su equipo, debido a alteraciones en su pasaporte biológico. Transcurrido el mes de mayo, la UCI absuelve a Henao, y da por cerrado su caso, otorgándole vía libre para volver a competir, haciéndolo así en el Critérium del Dauphiné.
Participó en su primer Tour de Francia, realizando un trabajo muy destacado como gregario en varias etapas de montaña para su líder Chris Froome, que logró su tercer título en esta competencia. Al final ocupó la duodécima (12.ª) casilla en la clasificación general.
En el mes de agosto, hizo parte de la selección de ciclismo de ruta de Colombia de los Juegos Olímpicos de Río 2016, donde realizó una sobresaliente actuación en la carrera, pues lideraba el grupo en compañía de Vincenzo Nibali y Rafał Majka, con suficiente ventaja sobre sus perseguidores, pero faltando 11 km para la meta, sufrió una caída junto con Nibali, lo que impidió que pudiera finalizar. Después de los exámenes realizados en el médico se dictaminó fractura de la cresta ilíaca, por lo cual se dio por terminada su temporada para lograr su recuperación.

### 2017
Inició el año corriendo en el Tour Down Under, donde fue 12.º en la clasificación general. Después, fue a su país de origen a correr el Campeonato Nacional de Ruta, donde fue protagonista, pues se proclamó vencedor de la competencia, obteniendo así la medalla de oro y el derecho de portar la camiseta de campeón nacional en las carreras europeas.
En marzo, es campeón de la clasificación general de la París-Niza, tras una dramática definición en la última etapa, logrando al final el triunfo por 2 segundos sobre Alberto Contador.
Participó en el Gran Premio Miguel Induráin, donde logró acomodarse en el tercer puesto. También corrió en las clásicas de las Ardenas, ocupó el sexto lugar en la Amstel Gold Race, el cuarto puesto en la Flecha Valona y el puesto 13.º en la Lieja-Bastoña-Lieja.
Se prepararía para ir al Tour de Francia como gregario de su líder Chris Froome, con el fin de defender el título.

### Retirada
Al finalizar el año 2021 se quedó sin equipo tras la desaparición del Team Qhubeka NextHash. No encontró otro con el que seguir compitiendo, por lo que en marzo de 2022 anunció su retirada. Sin embargo, al año siguiente regresó a la competición y se unió a los Denver Disruptors para la temporada inaugural de la National Cycling League estadounidense.

## Palmarés
| 2007 - Clásico Ciclístico Banfoandes, más 2 etapas - 1 etapa de la Vuelta a Antioquia - 3.º en el Campeonato de Colombia Contrarreloj sub-23 2008 - Vuelta de la Juventud de Colombia 2009 - Gran Premio de Portugal, más 1 etapa - Cinturón a Mallorca, más 1 etapa - 1 etapa de la Coupe des Nations Ville Saguenay 2010 - Vuelta a Colombia, más 3 etapas - 1 etapa Clásico RCN - 2 etapas de la Vuelta a Antioquia 2011 - 1 etapa del Clásico RCN - 2 etapas del Tour de Utah - 3.º en el UCI America Tour - 1 etapa de la Vuelta a Antioquia | 2013 - 1 etapa de la Vuelta al Algarve - 1 etapa de la Vuelta al País Vasco 2015 - 1 etapa del Tour de Polonia 2016 - 2.º en el Campeonato de Colombia en Ruta 2017 - Campeonato de Colombia en Ruta - París-Niza 2018 - Campeonato de Colombia en Ruta 2024 - Tour de Río, más 1 etapa 2025 - Jamaica International Cycling Classic |

## Resultados en Grandes Vueltas y Campeonatos del Mundo
Durante su carrera deportiva ha conseguido los siguientes puestos en las Grandes Vueltas y en los Campeonatos del Mundo en carretera:
| Carrera         | Carrera         | 2011 | 2012 | 2013 | 2014 | 2015 | 2016 | 2017  | 2018 | 2019 | 2020 | 2021 |
| --------------- | --------------- | ---- | ---- | ---- | ---- | ---- | ---- | ----- | ---- | ---- | ---- | ---- |
|                 | Giro de Italia  | —    | 9.º  | 16.º | —    | —    | —    | —     | 13.º | —    | —    | ―    |
|                 | Tour de Francia | —    | —    | —    | —    | —    | 12.º | 28.º  | —    | 47.º | —    | 21.º |
|                 | Vuelta a España | —    | 14.º | 28.º | —    | 22.º | —    | —     | 28.º | 45.º | 15.º | Ab.  |
| Mundial en Ruta | Mundial en Ruta | —    | 9.º  | 15.º | —    | —    | —    | 115.º | 48.º | —    | 50.º | —    |

—: no participa

Ab.: abandono

## Equipos
- Colombia es Pasión Team (2007-2009)
  - Colombia es Pasión Team (2007)
  - Colombia es Pasion-Coldeportes (2008-2009)
- Gobernación de Antioquia-Indeportes Antioquia (2011)
- Sky (2012-2018)
  - Sky Procycling (2012-2013)
  - Team Sky (2014-2018)
- UAE Team Emirates (2019-2020)
- Qhubeka (2021)
  - Team Qhubeka ASSOS (01.2021-06.2021)
  - Team Qhubeka NextHash (06.2021-12.2021)
- Denver Disruptors (2023)
- NU Colombia (2024-)